# Edgar Barbara Sylla
Edgar Barbara Sylla (ur. 22 marca 1972) – piłkarz gwinejski grający na pozycji obrońcy.

## Kariera klubowa
W swojej karierze piłkarskiej Sylla grał we francuskim klubie AS Évry.

## Kariera reprezentacyjna
W reprezentacji Gwinei Sylla zadebiutował w 1992 roku. W 1994 roku rozegrał dwa mecze w Pucharze Narodów Afryki 1994: z Ghaną (0:1) i z Senegalem (1:2).
W 1998 roku Sylla został powołany do kadry Gwinei na Puchar Narodów Afryki 1998. Nie zagrał w nim w żadnym meczu.